# Diocèse d'Ypres
Le diocèse d'Ypres est une ancienne circonscription de l’Église catholique en Belgique. Créé en 1559 lors de la réorganisation des structures ecclésiastiques dans les Pays-Bas méridionaux, puis supprimé en 1801.  L’évêque d’Ypres le plus célèbre fut Cornelius Jansen (dit Jansenius), promoteur d'une théologie qui anima un mouvement politico-religieux très actif au XVIIe siècle, le Jansénisme (condamné par l’Église en 1653). En juin 1969, le titulariat du diocèse est rétabli par Paul VI, sans que le diocèse soit recréé.

## Histoire
Créé en 1559 lors de la réorganisation des structures ecclésiastiques dans les Pays-Bas méridionaux, le diocèse fut  supprimé en 1801. Son titulariat fut à nouveau accordé à partir de 1969. 
L’évêque d’Ypres le plus célèbre fut Cornelius Jansen (dit Jansenius), promoteur d'une théologie qui anima un mouvement politico-religieux très actif au XVIIe siècle, le Jansénisme (condamné par l’Église en 1653).
Le diocèse couvrait la région allant de Nieuport à Dunkerque, au Nord, et de Bailleul à Warneton au Sud. Il était situé des deux côtés de l'actuelle frontière franco-belge, mais dans tout ce territoire l'on parlait flamand. Au sud du territoire, le diocèse était bordé par celui de Saint-Omer. 
En Flandre  française, à la veille de la Révolution française, le diocèse comprenait quatre décanats (ou doyennés), ceux de Dunkerque, Bergues, Cassel et Bailleul regroupant les paroisses suivantes :
- doyenné de Dunkerque : regroupait Dunkerque, Armescappelle (Armbouts-Cappel), Armeskercke (Armbouts-Cappel Cappelle), Coudekerque, Ghyvelde, Leffrinckoucke, Téteghem, Uxem, la seigneurie de Zuydcoote;
- doyenné de Bergues : Bergues, Hondschoote, Bambecque, Bierne, Bissezeele, Crochte, Ekelsbecque (Esquelbecq), Herzeele, Killem, Ledringhem, Oost-Cappel, Quaëdypre, Rexpoëde, Socx, Steene, Warhem, West-Cappel, Wylder, Wormhout, Zeherscapple (Zeggerscappel). Les Moëres en faisaient partie, mais l'église construite en 1632, avait disparu depuis l'inondation de 1646 (elle sera reconstruite en 1826);
- doyenné de Cassel : Cassel, Hazebrouck, Bavinchove, Hardifort, Hondeghem, Noordpeene, Ochetezeele, Oudezeele, Oxelaëre, Rubrouck, Sainte-Marie-Cappel, Saint-Sylvestre-Cappel, Staple, Steenvoorde, Terdeghem, Wallon Cappel, Wemaers-Cappel, Winnezeele, Zermezeele, Zuytpeene;
- doyenné de Bailleul : Bailleul, Berthen, Borre, Caëstre, Eecke, Merris, Méteren, Nipkercke (Nieppe), Pradelles, Saint-Jans-Cappel, Steenwerck,Strazeele, Pleteren (Flêtre), ainsi que trois paroisses situées en Belgique[1];
- trois villages français relevaient du doyenné de Poperinge : Boeschepe, Godewaersvelde, Houtkerque[2].

Sur les 67 curés exerçant dans des paroisses de France relevant du diocèse, seuls cinq acceptèrent  de prêter le serment de fidélité à la Révolution (constitution civile du clergé) : les prêtres d'Uxem, Killem,  Quaëdypre, Socx, Rubrouck.
Sa suppression en 1801 est la suite du concordat entre la France et l’Église catholique fixant de nouvelles relations entre Église et État français appelé sous le nom de « régime concordataire », le siège d'Ypres est ainsi supprimé et son territoire divisé entre les diocèses de Cambrai et de Gand, suivant la limite entre les départements du Nord et de la Lys. 
Depuis lors, le diocèse d’Ypres est un siège titulaire.

## Liste des plus récents évêques titulaires d'Ypres
| Début      | Fin        | Nat. | Nom              | Fonction exercée                                        |
| ---------- | ---------- | ---- | ---------------- | ------------------------------------------------------- |
| 14/06/1969 | 09/12/2001 |      | Joseph Mees      | Nonce apostolique                                       |
| 07/10/2003 | 21/10/2003 |      | Gustaaf Joos     | Cardinal-diacre de S. Pier Damiani ai Monti di S. Paolo |
| 28/06/2006 | 27/07/2010 |      | Jacques Blaquart | Évêque auxiliaire de Bordeaux                           |
| 22/02/2011 |            |      | Jean Kockerols   | Évêque auxiliaire de Malines-Bruxelles                  |